# Drosophila dyaramankana
Drosophila dyaramankana är en tvåvingeart som beskrevs av Burla 1954. Drosophila dyaramankana ingår i släktet Drosophila och familjen daggflugor.
Artens utbredningsområde är Elfenbenskusten.